# Mannschaftskader der österreichischen Staatsliga im Schach 1986/87
Die österreichische Schachstaatsliga 1986/87 hatte folgende Spielermeldungen und Einzelergebnisse.
Aufgelistet sind nur Spieler, die mindestens einen Einsatz in der Saison hatten. In Einzelfällen kann die Reihenfolge von der hier angegebenen abweichen.

## Legende
Die nachstehenden Tabellen enthalten folgende Informationen:
- Nr.: Ranglistennummer.
- Titel: FIDE-Titel zu Saisonbeginn (Eloliste vom Juli 1986); GM = Großmeister, IM = Internationaler Meister, FM = FIDE-Meister, WGM = Großmeister der Frauen, WIM = Internationaler Meister der Frauen, WFM = FIDE-Meister der Frauen, CM = Candidate Master, WCM = Candidate Master der Frauen
- Elo: (FIDE-)Elo-Zahl zu Saisonbeginn (Eloliste vom Juli 1986), sofern vorhanden.
- Nation: Nationalität gemäß Eloliste vom Juli 1986
- G: Anzahl Gewinnpartien (kampflose Siege werden in den Einzelbilanzen berücksichtigt)
- R: Anzahl Remispartien
- V: Anzahl Verlustpartien (kampflose Niederlagen werden in den Einzelbilanzen nicht berücksichtigt)
- Pkt.: Anzahl der erreichten Punkte
- Partien: Anzahl der gespielten Partien
- Elo-Perf.: Turnierleistung der Spieler mit mindestens fünf Partien
- Normen: Erspielte Normen für FIDE-Titel

## SK Merkur Graz
| Nr. | Titel | Name              | Elo  | Nation     | G | R  | V | Pkt. | Partien | Elo- Perf. | Normen |
| --- | ----- | ----------------- | ---- | ---------- | - | -- | - | ---- | ------- | ---------- | ------ |
| 01  | IM    | Walter Wittmann   | 2415 | Österreich | 9 | 6  | 2 | 12   | 17      | 2514       |        |
| 02  | IM    | Walter Pils       | 2360 | Österreich | 3 | 10 | 3 | 9    | 18      | 2297       |        |
| 03  | FM    | Horst Watzka      | 2335 | Österreich | 3 | 8  | 5 | 8    | 18      | 2382       |        |
| 04  | FM    | Alexander Fauland | 2325 | Österreich | 7 | 10 | 1 | 12   | 18      | 2322       |        |
| 05  |       | Peter Detter      |      | Österreich | 0 | 1  | 0 | 0,5  | 01      |            |        |

## SK VÖEST Linz
| Nr. | Titel | Name              | Elo  | Nation     | G | R | V | Pkt. | Partien | Elo- Perf. | Normen |
| --- | ----- | ----------------- | ---- | ---------- | - | - | - | ---- | ------- | ---------- | ------ |
| 01  | IM    | Georg Danner      | 2360 | Österreich | 5 | 5 | 6 | 7,5  | 16      | 2318       |        |
| 02  | FM    | Peter Roth        | 2335 | Österreich | 9 | 5 | 4 | 11,5 | 18      | 2343       |        |
| 03  | FM    | Heinz Baumgartner | 2335 | Österreich | 5 | 4 | 5 | 7    | 14      | 2356       |        |
| 04  |       | Ernst Schüller    | 2220 | Österreich | 9 | 7 | 2 | 12,5 | 18      | 2389       |        |
| 05  |       | Friedrich Wöber   |      | Österreich | 0 | 2 | 1 | 1    | 03      |            |        |
| 06  |       | Horst Niedermayr  | 2235 | Österreich | 1 | 1 | 1 | 1,5  | 03      |            |        |

## SG ASK/KSV Klagenfurt
| Nr. | Titel | Name            | Elo  | Nation     | G | R | V | Pkt. | Partien | Elo- Perf. | Normen |
| --- | ----- | --------------- | ---- | ---------- | - | - | - | ---- | ------- | ---------- | ------ |
| 01  | IM    | Franz Hölzl     | 2370 | Österreich | 6 | 7 | 3 | 10,5 | 18      | 2370       |        |
| 02  |       | Manfred Schumi  | 2250 | Österreich | 0 | 3 | 7 | 1,5  | 10      | 1996       |        |
| 03  | FM    | Heimo Titz      | 2345 | Österreich | 8 | 7 | 3 | 11,5 | 18      | 2389       |        |
| 04  | FM    | Kurt Petschar   | 2280 | Österreich | 9 | 8 | 1 | 13   | 18      | 2439       |        |
| 05  |       | Wolfgang Schade |      | Österreich | 2 | 4 | 2 | 4    | 08      |            |        |

## WSV-ATSV Ranshofen
| Nr. | Titel | Name                  | Elo  | Nation      | G | R  | V | Pkt. | Partien | Elo- Perf. | Normen |
| --- | ----- | --------------------- | ---- | ----------- | - | -- | - | ---- | ------- | ---------- | ------ |
| 01  | IM    | Arne Dür              | 2380 | Österreich  | 7 | 7  | 0 | 10,5 | 14      | 2534       |        |
| 02  |       | Josef Ager            | 2260 | Österreich  | 3 | 7  | 6 | 7,5  | 18      | 2222       |        |
| 03  |       | Werner Dür            |      | Österreich  | 4 | 10 | 4 | 9    | 18      | 2271       |        |
| 04  |       | Ulrich Fößmeier       |      | Deutschland | 8 | 7  | 2 | 11,5 | 17      | 2353       |        |
| 05  |       | Andreas Druckenthaner | 2310 | Österreich  | 0 | 3  | 2 | 1,5  | 05      |            |        |

## Casino Salzburg
| Nr. | Titel | Name                 | Elo  | Nation      | G | R  | V | Pkt. | Partien | Elo- Perf. | Normen |
| --- | ----- | -------------------- | ---- | ----------- | - | -- | - | ---- | ------- | ---------- | ------ |
| 01  |       | Reinhard Hanel       | 2375 | Österreich  | 3 | 8  | 5 | 7    | 16      | 2300       |        |
| 02  |       | Egon Brestian        | 2275 | Österreich  | 6 | 5  | 1 | 9,5  | 14      | 2416       |        |
| 03  |       | Engelbert Schöppl    |      | Österreich  | 3 | 9  | 3 | 8,5  | 17      | 2275       |        |
| 04  |       | Heinz Peterwagner    |      | Österreich  | 1 | 15 | 2 | 8,5  | 18      | 2244       |        |
| 05  |       | Wolfgang Schwaninger |      | Österreich  | 0 | 1  | 1 | 0,5  | 02      |            |        |
| 06  |       | Jens-Uwe Pohl-Kümmel | 2270 | Deutschland | 1 | 1  | 0 | 1,5  | 02      |            |        |
| 07  |       | Manfred Kraus        |      | Österreich  | 0 | 1  | 0 | 0,5  | 02      |            |        |
| 08  |       | Johann Bauer         |      | Österreich  | 2 | 0  | 0 | 2    | 02      |            |        |

## SK Hietzing Wien
| Nr. | Titel | Name              | Elo  | Nation     | G | R | V | Pkt. | Partien | Elo- Perf. | Normen |
| --- | ----- | ----------------- | ---- | ---------- | - | - | - | ---- | ------- | ---------- | ------ |
| 01  | IM    | Andreas Dückstein | 2370 | Österreich | 1 | 9 | 0 | 6,5  | 12      | 2380       |        |
| 02  | FM    | Karl Janetschek   | 2280 | Österreich | 6 | 6 | 4 | 9    | 16      | 2342       |        |
| 03  |       | Michael Schlosser | 2255 | Österreich | 2 | 5 | 3 | 4,5  | 10      | 2347       |        |
| 04  |       | Ernst Swoboda     | 2305 | Österreich | 2 | 9 | 3 | 6,5  | 14      | 2199       |        |
| 05  |       | Ulrich Steiner    | 2315 | Österreich | 0 | 2 | 2 | 1    | 04      |            |        |
| 06  |       | Herbert Zöbisch   |      | Österreich | 1 | 5 | 0 | 3,5  | 06      |            |        |
| 07  |       | Anton Strauß      | 2220 | Österreich | 2 | 5 | 1 | 4,5  | 08      |            |        |
| 08  |       | Ferdinand Ploner  |      | Österreich | 0 | 2 | 0 | 1    | 02      |            |        |

0

## SK Austria Wien
| Nr. | Titel | Name               | Elo  | Nation     | G | R  | V | Pkt. | Partien | Elo- Perf. | Normen |
| --- | ----- | ------------------ | ---- | ---------- | - | -- | - | ---- | ------- | ---------- | ------ |
| 01  | FM    | Günter Miniböck    | 2330 | Österreich | 5 | 2  | 3 | 6    | 10      | 2438       |        |
| 02  | FM    | Johann Pöcksteiner | 2230 | Österreich | 1 | 11 | 5 | 6,5  | 17      | 2212       |        |
| 03  | FM    | Klaus Opl          | 2310 | Österreich | 4 | 3  | 1 | 5,5  | 0 8     | 2436       |        |
| 04  |       | Manfred Hangweyrer | 2290 | Österreich | 2 | 10 | 6 | 7    | 18      | 2089       |        |
| 05  | FM    | Walter Braun       | 2295 | Österreich | 2 | 2  | 2 | 3    | 06      |            |        |
| 06  |       | Rene Vokroj        | 2240 | Österreich | 1 | 0  | 1 | 1    | 02      |            |        |
| 07  | FM    | Werner Mikenda     | 2270 | Österreich | 0 | 0  | 1 | 0    | 01      |            |        |
| 08  |       | Karl Grillitsch    | 2270 | Österreich | 2 | 3  | 3 | 3,5  | 08      |            |        |
| 09  |       | Anton Staindl      |      | Österreich | 1 | 1  | 0 | 1,5  | 02      |            |        |

## SK St. Pölten
| Nr. | Titel | Name               | Elo  | Nation     | G | R  | V | Pkt. | Partien | Elo- Perf. | Normen |
| --- | ----- | ------------------ | ---- | ---------- | - | -- | - | ---- | ------- | ---------- | ------ |
| 01  |       | Alois Hellmayr     | 2265 | Österreich | 1 | 11 | 6 | 6,5  | 18      | 2239       |        |
| 02  |       | Karl Röhrl         | 2290 | Österreich | 2 | 11 | 3 | 8,5  | 18      | 2272       |        |
| 03  |       | Felix Winiwarter   |      | Österreich | 6 | 4  | 6 | 8    | 16      | 2292       |        |
| 04  |       | Johann Haas        |      | Österreich | 0 | 9  | 2 | 4,5  | 11      |            |        |
| 05  |       | Friedrich Knapp    |      | Österreich | 1 | 3  | 4 | 2,5  | 08      |            |        |
| 06  |       | Richard Engelhardt |      | Österreich | 0 | 1  | 0 | 0,5  | 01      |            |        |

## SC Donaustadt
| Nr. | Titel | Name              | Elo  | Nation     | G | R | V | Pkt. | Partien | Elo- Perf. | Normen |
| --- | ----- | ----------------- | ---- | ---------- | - | - | - | ---- | ------- | ---------- | ------ |
| 01  |       | Heinrich Eisterer | 2300 | Österreich | 4 | 8 | 6 | 8    | 18      | 2298       |        |
| 02  | IM    | Alfred Beni       | 2220 | Österreich | 0 | 6 | 8 | 3    | 14      | 2063       |        |
| 03  |       | Franz Schuh       | 2280 | Österreich | 1 | 2 | 1 | 2    | 04      |            |        |
| 04  |       | Helmut Kummer     |      | Österreich | 4 | 9 | 5 | 8,5  | 18      | 2238       |        |
| 05  |       | Martin Hofbauer   |      | Österreich | 3 | 9 | 3 | 8,5  | 17      | 2293       |        |
| 06  |       | Rene Schwab       |      | Österreich | 0 | 0 | 1 | 0    | 01      |            |        |

## ASK Salzburg
| Nr. | Titel | Name                | Elo  | Nation     | G | R  | V | Pkt. | Partien | Elo- Perf. | Normen |
| --- | ----- | ------------------- | ---- | ---------- | - | -- | - | ---- | ------- | ---------- | ------ |
| 01  |       | Alfred Felsberger   | 2320 | Österreich | 3 | 11 | 4 | 8,5  | 18      | 2320       |        |
| 02  |       | Günter Moser        |      | Österreich | 4 | 8  | 6 | 8    | 18      | 2241       |        |
| 03  |       | Günther Nindl       |      | Österreich | 3 | 7  | 8 | 6,5  | 18      | 2213       |        |
| 04  |       | Robert Scheiblmaier |      | Österreich | 0 | 5  | 5 | 2,5  | 10      |            |        |
| 05  |       | Johann Fischer      |      | Österreich | 0 | 3  | 3 | 2,5  | 08      |            |        |

## Hinweis
- Laut Ergebnisrundschreiben und Endtabelle endete der Wettkampf zwischen Casino Salzburg und SK Austria Wien 4:4, die Summe der Einzelergebnisse ergibt jedoch ein 5:3 für Salzburg. Vermutlich ist ein Einzelergebnis falsch angegeben, so dass Reinhard Hanel, Heinz Peterwagner oder Johann Bauer einen Punkt weniger hat, Günter Miniböck, Manfred Hangweyrer oder Karl Grillitsch einen Punkt mehr. Abhängig davon, welches Ergebnis falsch angegeben ist, ändern sich die Elo-Performances wie folgt:
  - Brett 1: Reinhard Hanel verschlechtert sich auf 2256, Günter Miniböck verbessert sich auf 2515 (und hätte damit eine IM-Norm erfüllt).
  - Brett 3: Heinz Peterwagner verschlechtert sich auf 2170.